# Apóstolos Georgíou
Apóstolos Georgíou (em grego:  Απόστολος Γεωργίου ; Tessalónica, 1952 - ) é um artista plástico grego da geração de 1980. 

## Biografia
Apóstolos Georgíou nasceu e cresceu em Tessalónica em 1952. Estudou arquitetura na Universidade de Artes Aplicadas de Viena entre 1971 e 1973, antes de se dedicar à pintura e estudar na Academia de Belas Artes de Florença até 1975. A carreira de Georgíou caracterizou-se por uma ascensão tardia, uma vez que só alcançou um reconhecimento considerável aos 60 anos. A sua obra caracteriza-se por uma abordagem antropocêntrica com linhas geométricas arrojadas. Em 1980, depois de concluir os seus estudos, regressou à Grécia e instalou-se na ilha de Escópelos. Desde 2006, vive permanentemente em Atenas. 
Georgíou realizou numerosas exposições individuais em galerias e eventos, principalmente em Salónica e Atenas, nas instalações da Autoridade Portuária de Salónica (1993), no Museu de Arte Contemporânea de Salónica (2007) e no Museu Nacional de Arte Contemporânea de Atenas (2011). Em 2017, a sua participação na Documenta 14, realizada na Grécia, marcou um passo importante na sua carreira.
A principal caraterística da pintura de Georgíou é o antropocentrismo. Dedicou-se também ao ensino, contribuindo para o mundo académico na Grécia. As suas obras estão expostas em museus, bem como em colecções públicas e privadas, atestando a sua influência e lugar no mundo da arte contemporânea.